# Pešćeno
Pešćeno – wieś w Chorwacji, w żupanii krapińsko-zagorskiej, w gminie Konjščina. W 2011 roku liczyła 150 mieszkańców.